# 綿引かおる
綿引 かおる（わたひき・かおる、1969年10月13日 - ）は、日本の女性フリーアナウンサーである。

## 人物・来歴
秋田県秋田市生まれ。趣味はスキー、おいしいものを食べること。Vリーグ(男子）観戦、読書。
秋田県立秋田北高等学校、山形大学人文学部法学科（労働法ゼミ所属）卒業。
秋田テレビにて、アナウンサーを勤めるも2007年3月に退社し、フリーアナウンサーとなる。
2003年春、秋田テレビにおいて、後輩の藤田智彦アナが退社したことにより引き継いだ「めざましテレビ」では、女性レポーター最年長であった。
現在はフリーアナウンサーとして活躍。ノースアジア大学で、客員准教授としてスピーチ等の講義を担当するほか、キャリア教育の一環として高校生の就職活動支援なども行なっている。

## 担当した番組
- JAみどりの広場
- めざましテレビ・めざましどようび (秋田中継担当)
- ミミよりJOHO（不定期出演）
- AKTスーパーニュース
- 午後は気ままに金曜日
- 悠遊奥様倶楽部